# Karl Maruhn
Karl Maruhn   (Chemnitz, 5 de desembre de 1904 - Giessen, 8 de febrer de 1976) va ser un matemàtic alemany.
Maruhn va estudiar matemàtiques a les universitats de Leipzig i Tubinga. El 1931 va obtenir el doctorat a la universitat de Leipzig, dirigit per Leon Lichtenstein, amb una tesi sobre la forma dels cossos celestes. A partir d'aquesta data va ser professor a diverses escoles de secundària de Leipzig fins que el 1935 va ser contractat per la Deutsche Versuchsanstalt für Luftfahrt (Institut de Recerca de l'Aviació) de Berlín. Al mateix temps, a partir de 1937 va donar classes a la universitat Tècnica de Berlín. El 1944 va ocupar una càtedra de matemàtiques aplicades a la universitat Carolina de Praga, però el 1945, en ser alliberada la ciutat dels nazis, va ser detingut breument i va retornar a Alemanya.
Després de la Segona Guerra Mundial va ser professor a la universitat de Jena, on va treballar especialment en el camp de la teoria del potencial. El 1949 va ser cridat a la universitat Tècnica de Dresden, on va ser director de l'Institut de Matemàtiques Pures. Finalment, el 1959 va ser nomenat professor de matemàtiques a la universitat de Giessen, en la qual es va retirar el 1973.
Maruhn va publicar juntament amb Heinrich Grell i Willi Rinow la sèrie de monografies matemàtiques per alumnes de secundària Hochschulbücher für Mathematik, que va tenir un notable èxit i es van estar editant fins als anys 1990's. També va publicar una trentena d'articles científics, la majoria de ells sobre aerodinàmica, hidrodinàmica i teoria del potencial.